# Shotokai
Shotokai (松濤 會 Shōtōkai) er organisation inden for karate, der anviser en af stilretninger inden for karate, hvor der ikke praktiseres sport (kampsport), men dermed kampkunst. Organisationen Shotokai blev dannet i år 1936.

## Historie
Gichin Funakoshi (Tominakoshi) (1869-1957) etablerede en karateskole i år 1936 under navnet "Shotokan". Funakoshis søn Yoshitaka organisede forbundet "Shoto-kai", der senere blev grundlaget for dannelsen af Nippon Karate Kyokai (Japan Karate Association) i år 1957.
Funakoshis Shotokan introducerede "fri kamp" (jiyu kumite) i 1936, der over tid førte til sportkonkurrencer og sportsmesterskaber i år 1957.
Organisationen Shoto-kai følger Gichin Funakoshi oprindelige holdning til sport, citat: There are no contests in karate. Be devoted to kata (forms).

## Terminologi
"Shoto" var Gichin Funakoshis kunstner-navn. Han skrev poesi og digte under pseudonymet "Shoto", som betyder "fyrretrækronens susen". Ordet "Shoto" består af to ord, "Sho" som betyder fyrretræ, og "to" som betyder susen.
"Kan" betyder "hus" Shotokan betyder således Shoto's Hus.

## Kyu - og dangrader inden for Shotokai
Gradinddelingen der anvendes inden for Shotokai ligger i intervallet fra 10. kyu til 1. kyu, samt 1. dan til 5. dan.
Den højeste grad der er givet af Gichin Funakoshi og Shigeru Egami er 5. Dan, og denne Dan grad regnes fortsat for den højst opnåelige inden for Shotokai. Der er fra Gichin Funakoshi's side ikke specificeret grader over femte dan.
| Kyu grader                          | Dan grader      |
| ----------------------------------- | --------------- |
| Mūkyū = Begynder                    | 1. Dan (shodan) |
| 9. Kyu (Kukyū)                      | 2. Dan (nidan)  |
| 8. Kyu (Hachikyū)                   | 3. Dan (sandan) |
| 7. Kyu (Nanakyū og/eller Shichikyū) | 4. Dan (yodan)  |
| 6. Kyu (Rokkyū)                     | 5. Dan (godan)  |
| 5. Kyu (Gokyū)                      |                 |
| 4. Kyu (Yonkyū)                     |                 |
| 3. Kyu (Sankyū)                     |                 |
| 2. Kyu (Nikyū)                      |                 |
| 1. Kyu (Ikkyū)                      |                 |

## Shotokai Kata
| Taikyoku shodan (大極初段) | Tekki shodan (鉄騎初段) | Ji'in (慈蔭)               | Chinte (珍手) |
| Taikyoku nidan (大極二段)  | Tekki nidan (鉄騎二段)  | Empi (燕飛)                | Meikyo (明鏡) |
| Taikyoku sandan (大極三段) | Tekki sandan (鉄騎三段) | Hangetsu (半月)            | Wankan (王冠) |
| Heian shodan (平安初段)    | Bassai dai (抜塞大)     | Gojūshiho dai (五十四歩大) | Jitte (十手)  |
| Heian nidan (平安二段)     | Bassai shō (抜塞小)     | Gojūshiho shō (五十四歩小) | Unsu (雲手)   |
| Heian sandan (平安三段)    | Kanku dai (観空大)      | Sochin (壮鎮)              | Ten no Kata   |
| Heian yondan (平安四段)    | Kanku shō (観空小)      | Gankaku (岩鶴)             |               |
| Heian godan (平安五段)     | Jion (慈恩)             | Nijūshiho (二十四歩)       |               |

## Shotokai instruktører Japan
- Gichin Funakoshi (1868–1957)
- Isao Obata (1904–1976)
- Takeshi Shimoda (1901–1934)
- Gigō Funakoshi (1906–1945), Gichin's third son, also known as Yoshitaka Funakoshi or Waka Sensei (the young master).
- Shigeru Egami (1912–1981) Shigeru Egami was the chief instructor of the Shotokan Dojo 1976–1981.[7]
- Motonobu Hironishi (1913–1999), studied under Gichin and Yoshitaka.  He was the president of the Shotokai 1962–1995.[7]
- Tadao Okuyama (1918–2006)
- Jotaro Takagi (1927–2016), was the chairman of the Shotokai in Tokyo from 1995.
- Mitsusuke Harada (1928–), studied under Gichin and Yoshitaka Funakoshi. He received his fifth dan from Gichin Funakoshi in 1956.[8]
- Tetsuji Murakami (1927–1987)
- Ayahito Sugimoto ( 1932–2005)
- Atsuo Hiruma (1941–)
- Tomoji Miyamoto (1945–)